# 6 Чаши
6 Чаши (лат. 6 Crateris), b³ Гидры (лат. b³ Hydrae), HD 94388 — кратная звезда в созвездии Гидры на расстоянии приблизительно 99 световых лет (около 30,2 парсек) от Солнца. Возраст звезды определён как около 1,647 млрд лет.

## Характеристики
Первый компонент (WDS J10535-2008A) — жёлто-белая звезда спектрального класса F5, или F6V. Видимая звёздная величина звезды — +5,232m. Масса — около 2,79 солнечной, радиус — около 1,831 солнечного, светимость — около 6,252 солнечной. Эффективная температура — около 6226 K.
Второй компонент (BD-19 3124) — жёлтая звезда спектрального класса G5. Видимая звёздная величина звезды — +9,6m. Масса — около 1,512 солнечной, радиус — около 2,09 солнечного, светимость — около 7,172 солнечной. Эффективная температура — около 6566 K. Удалён на 119,6 угловой секунды.
Третий компонент (UCAC2 23866861) — жёлтый карлик спектрального класса G. Видимая звёздная величина звезды — +10,7m. Масса — около 0,948 солнечной, радиус — около 1,23 солнечного, светимость — около 1,409 солнечной. Эффективная температура — около 5761 K. Удалён от третьего компонента на 13,7 угловой секунды.
Четвёртый компонент (UCAC2 23866855) — жёлто-белая звезда спектрального класса F. Видимая звёздная величина звезды — +13,503m. Эффективная температура — около 6236 K. Удалён от третьего компонента на 40,5 угловой секунды.

## Планетная система
В 2019 году учёными, анализирующими данные проектов HIPPARCOS и Gaia, у звезды обнаружена планета HIP 53252 b.